# Casey Siemaszko
Casey Siemaszko (* 17. März 1961 in Chicago als Kazimierz Siemaszko) ist ein US-amerikanischer Schauspieler polnischer Herkunft.

## Werdegang
Der Vater von Siemaszko war ein polnischer Widerstandskämpfer gegen den Nationalsozialismus, der während des Zweiten Weltkriegs im KZ Sachsenhausen inhaftiert war und später in die USA auswanderte. Schauspielerin Nina Siemaszko ist seine Schwester.
Siemaszko absolvierte die Goodman School of Drama der Depaul University in Chicago. Eine seiner ersten Schauspielrollen in Hollywood hatte er 1985 in Zurück in die Zukunft als „3-D“, eines der Mitglieder der Bande von Biff Tannen. Es folgten weitere Teenagerrollen, obgleich er bereits Mitte zwanzig war. So spielte er im folgenden Jahr in der Stephen-King-Verfilmung Stand by Me – Das Geheimnis eines Sommers ebenfalls ein jugendliches Bandenmitglied. Eine seiner wenigen Hauptrollen hatte er 1987 in der Highschool-Komödie Faustrecht – Terror in der Highschool, in der er sich in der Rolle eines schüchternen Schülers gegen den Schulhofschläger erwehren muss.
1992 spielte Siemaszko in der Literaturverfilmung Von Mäusen und Menschen neben John Malkovich, Gary Sinise und Sherilyn Fenn eine der größeren Rollen. In der Komödie Taschengeld (1994) trat er neben Melanie Griffith und Ed Harris auf. Im Abenteuerfilm Das Phantom (1996) war er als Morgan neben Billy Zane, Kristy Swanson, Treat Williams und Catherine Zeta-Jones zu sehen. Eine der größeren Rollen spielte er ebenfalls in der preisgekrönten Mini-Fernsehserie Der Sturm des Jahrhunderts aus dem Jahr 1999. In den Jahren 1996 und verstärkt 2002 sowie 2003 trat er in einigen Folgen der Fernsehserie NYPD Blue auf.
Seine Stimme war in zahlreichen Videospielen wie Red Dead Revolver (2004) und Conflict: Vietnam (2004) zu hören.

## Filmografie (Auswahl)
- 1983: Class
- 1984: Tod eines Teenagers (Silence of the Heart, Fernsehfilm)
- 1984–1985: Chefarzt Dr. Westphall (St. Elsewhere, Fernsehserie, 3 Folgen)
- 1985: Crazy Love – Liebe schwarz auf weiß (Secret Admirer)
- 1985: Zurück in die Zukunft (Back to the Future)
- 1986: Stand by Me – Das Geheimnis eines Sommers (Stand by Me)
- 1987: Der steinerne Garten (Gardens of Stone)
- 1987: Faustrecht – Terror in der Highschool (Three O’Clock High)
- 1988: Biloxi Blues
- 1988: Young Guns
- 1989: Die Traumtänzer (Breaking In)
- 1989: Zurück in die Zukunft II (Back to the Future Part II)
- 1991: The Chase – Gnadenlose Jagd (The Chase, Fernsehfilm)
- 1991: The Big Slice – Ein verrücktes Ding (The Big Slice)
- 1992: Herzflattern (Near Mrs.)
- 1992: Von Mäusen und Menschen (Of Mice and Men)
- 1994: Die Abenteuer des Brisco County jr. (The Adventures of Brisco County, Jr., Fernsehserie, Folge 1x21)
- 1994: Taschengeld (Milk Money)
- 1995–1996: Cool bleiben, Eric (Too Something, Fernsehserie, 3 Folgen)
- 1996: Das Phantom (The Phantom)
- 1996: Trial – Ein Bulle schlägt zurück (Mistrial, Fernsehfilm)
- 1996–2004: New York Cops – NYPD Blue (NYPD Blue, Fernsehserie, 14 Folgen)
- 1997: Bliss – Im Augenblick der Lust (Bliss)
- 1997: Rose Hill – Der Traum vom Wilden Westen (Rose Hill, Fernsehfilm)
- 1997–2009: Law & Order (Fernsehserie, 3 Folgen)
- 1998: Taxman – Der Steuerfahnder von Brooklyn (Taxman)
- 1999: Der Sturm des Jahrhunderts (Storm of the Century, Miniserie, 3 Folgen)
- 1999: Wenn der Nebel sich lichtet – Limbo (Limbo)
- 1999: Chamäleon – Todesspiel (Chameleon II: Death Match, Fernsehfilm)
- 2000: Second Chance – Alles wird gut (The Crew)
- 2003: Oz – Hölle hinter Gittern (Oz, Fernsehserie, 2 Folgen)
- 2004: Criminal Intent – Verbrechen im Visier (Law & Order: Criminal Intent, Fernsehserie, Folge 3x12)
- 2005: The Inside (Fernsehserie, Folge 1x06)
- 2006: CSI: NY (Fernsehserie, Folge 2x20 Grünes Grab)
- 2007: Law & Order: Special Victims Unit (Fernsehserie, Folge 8x13 Versuchskaninchen)
- 2007–2012: Damages – Im Netz der Macht (Damages, Fernsehserie, 13 Folgen)
- 2009: Public Enemies
- 2012: Blue Bloods – Crime Scene New York (Blue Bloods, Fernsehserie, Folge 2x21 Fight Club)
- 2012: White Collar (Fernsehserie, Folge 4x04 Fotofalle)
- 2012: NYC 22 (Fernsehserie, 3 Folgen)
- 2012: Elementary (Fernsehserie, Folge 1x02 Während du schliefst)
- 2014: Person of Interest (Fernsehserie, Folge 3x16 Das Jahr in dem wir fast Kontakt aufnahmen)
- 2014: The Blacklist (Fernsehserie, Folge 1x16 Mako Tanida (Nr. 83))
- 2015: Unforgettable (Fernsehserie, Folge 4x01 Besuch aus der Vergangenheit)
- 2016: Billions (Fernsehserie, Folge 1x04 Heavy Metal)